# Glendronach

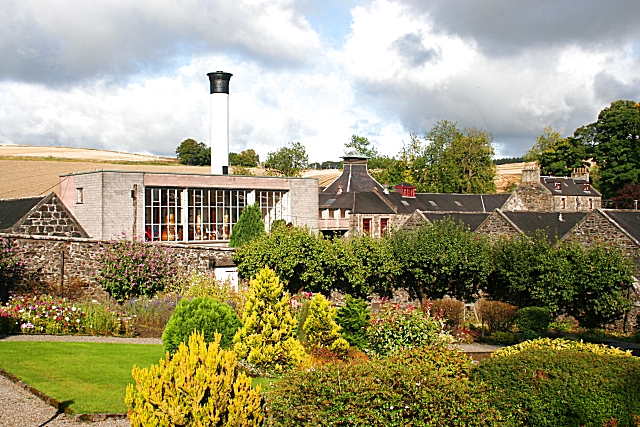
Glendronach destilleriet

Glendronach är ett whiskydestilleri i Forgue på Huntly i Aberdeenshire, Skottland.

## Historia
År 1826 grundades destilleriet Glendronach av James Allardice. Snabbt blev han känd inom London aristokratin som Earl av Gordon sedan de hade förlorat sitt hjärta till denna nya whisky. Sedan dess var det flera successiva ägare av destilleriet, som bland annat (1920-1960), Charles Grant, en av sönerna William Grants (ägaren av Glenfiddich destilleriet). Wm Teacher & Sons tog 1960 över Glendronach Destilleriet till den aviserade nedläggningen 1996 av dess moderbolag Allied Domecq. Lyckligtvis återupptas Glendronach 2005 av Pernod Ricard. 2008 köptes destilleriet av Benriach Distillery Company Ltd.

## Produktionen
Produktionen av Glendronach väger fortfarande tungt på tradition, vikt läggs fortfarande till korn från omgivande gårdar, vattnet till destillationen tas från den närliggande Dronac Burn.
Av lagringen i sherry- och amerikanska ekfat ger en rund smak av plommon, apelsin och inslag av vanilj.